# Kleinriedenthal
Kleinriedenthal ist eine Ortschaft und Katastralgemeinde in der Stadtgemeinde Retz im Bezirk Hollabrunn in Niederösterreich mit 164 Einwohnern (Stand 1. Jänner 2024). Bis Ende 1968 war Kleinriedenthal eine eigenständige Gemeinde.

## Geografie
Das Mehrstraßendorf liegt östlich von Retz. Der Ort wird vom Altbach durchflossen.

## Geschichte
Urkundlich wurde der Ort 1376 genannt. Das anfängliche Angerdorf wurde am Ende des 19. Jahrhunderts zum Mehrstraßendorf erweitert.
Laut Adressbuch von Österreich waren im Jahr 1938 in der Ortsgemeinde Kleinriedenthal ein Gastwirt, zwei Gemischtwarenhändler, ein Schmied, zwei Schuster, ein Tischler, drei Weinsensale und zahlreiche Landwirte ansässig.
Mit 1. Jänner 1969 wurde das ehemals selbständige Kleinriedenthal gemeinsam mit Kleinhöflein, Obernalb und Unternalb nach Retz eingemeindet.

### Verbauung
Die Verbauung zeigt Zwerchhöfe, an der Hauptstraße teils mit späthistoristischem Dekor. Am südlichen Hintausweg stehen mächtige geziegelte Längsscheunen.

## Kultur und Sehenswürdigkeiten

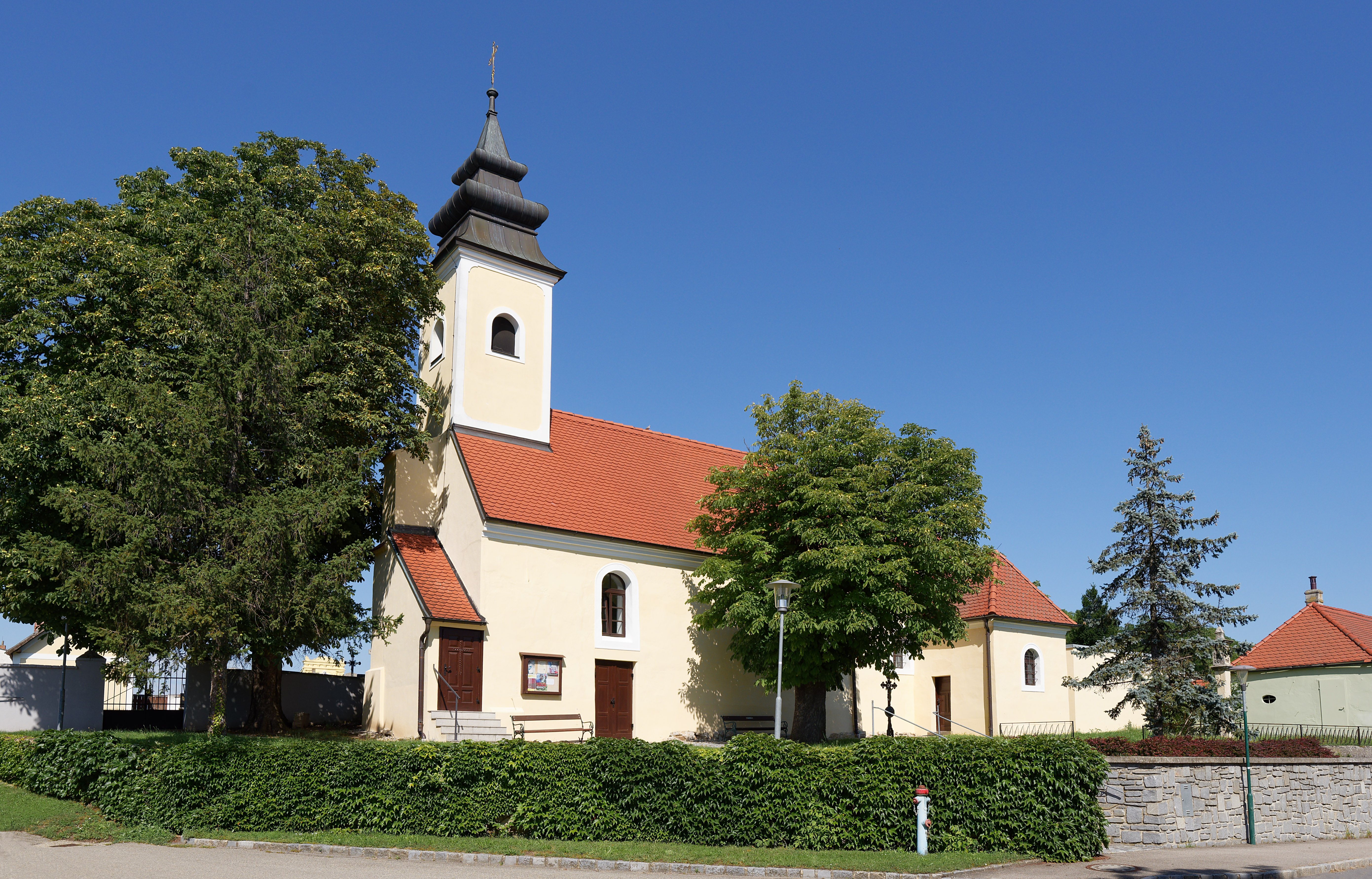
Pfarrkirche Kleinriedenthal

- Katholische Pfarrkirche Kleinriedenthal hl. Aegyd erhöht am westlichen Ortsausgang
- Friedhof nördlich der Kirche
- Bildstock neben der Kirche